# Ahmad Hazer
Ahmad Hazer (* 4. September 1989 in Beirut) ist ein libanesischer Hürdenläufer, der gelegentlich auch im Sprint antritt. Auch sein älterer Bruder Ali Hazer war als Leichtathlet aktiv.

## Sportliche Laufbahn
Erste Erfahrungen bei internationalen Meisterschaften sammelte Ahmad Hazer bei den Juniorenasienmeisterschaften 2008 in Jakarta, bei denen er über 110 und 400 Meter Hürden in der ersten Runde ausschied. Daraufhin nahm er an den Juniorenweltmeisterschaften in Bydgoszcz teil, konnte dort aber auch nicht bis in das Halbfinale gelangen. 2009 nahm er an den Studentenweltspielen in Belgrad teil, konnte dort den Vorlauf über 110 Meter Hürden aber nicht beenden. Anschließend nahm er an den Weltmeisterschaften in Berlin teil, schied dort aber erneut in der ersten Runde aus, wie auch bei den Asienmeisterschaften in Guangzhou. Bei den Spielen der Frankophonie in Beirut belegte er Platz sechs über die Hürden sowie Platz sieben mit der libanesischen 4-mal-400-Meter-Staffel.
2010 nahm er an den Hallenweltmeisterschaften in Doha teil und stellte dort im Vorlauf über 60 Meter Hürden einen neuen Landesrekord von 8,36 s aufstellen, qualifizierte sich damit aber nicht für eine weitere Runde. 2011 schied er bei den Asienmeisterschaften in Kōbe über die Hürden im Vorlauf aus, wie auch bei der Sommer-Universiade in Shenzhen über 100 Meter und im Hürdenlauf. Daraufhin nahm er erneut an den Weltmeisterschaften in Daegu teil, kam aber erneut nicht über die erste Runde hinaus. Bei den Panarabischen Spielen in Doha belegte er Platz sieben. 2012 nahm er erstmals an den Olympischen Spielen in London teil, schied dort erwartungsgemäß in der ersten Runde aus. 2013 wurde er bei den Mittelmeerspielen in Mersin Fünfter und schied bei den Asienmeisterschaften in Pune ein weiteres Mal im Vorlauf aus, wie auch bei der Sommer-Universiade in Kasan. 
Im Juni 2013 wurde Hazer auf die verbotene Substanz Methenolon getestet und daraufhin für zwei Jahre gesperrt. 2016 nahm er zum zweiten Mal an den Olympischen Spielen in Rio de Janeiro teil, schied aber erneut in der ersten Runde aus. 2017 folgte erneut das Ausscheiden in der ersten Runde bei den Asienmeisterschaften in Bhubaneswar und bei den Weltmeisterschaften in London. Zuvor belegte er bei den Spielen der Frankophonie in Abidjan Platz sechs über die Hürden und Platz acht mit der libanesischen 4-mal-100-Meter-Staffel. Bei der Sommer-Universiade in Taipeh schied er ebenfalls im Vorlauf aus und belegte bei den Asian Indoor & Martial Arts Games in Aşgabat Anfang September den siebten Platz. 2018 nahm er an den Hallenasienmeisterschaften in Teheran teil und schied dort über 60 Meter Hürden in der ersten Runde aus und belegte mit der 4-mal-400-Meter-Staffel den achten Platz.
2011 und 2012 wurde er libanesischer Meister im 110-Meter-Hürdenlauf.

## Persönliche Bestzeiten
- 100 Meter: 10,82 s (+0,5 m/s), 28. Juli 2011 in Jamhour
- 200 Meter: 22,53 s (+1,8 m/s), 26. Mai 2012 in Děčín
- 110 m Hürden: 14,06 s (+1,5 m/s), 28. Juli 2011 in Jamhour (Libanesischer Rekord)
  - 60 m Hürden (Halle): 8,20 s, 11. Februar 2018 in Wien (Libanesischer Rekord)
- 400 m Hürden: 55,65 s, 18. Mai 2013 in Jablonec nad Nisou